# Бурилов, Илья Макишевич
Илья́ Макише́вич Бури́лов (1909, Элиста, Астраханская губерния, Российская империя — 1987, посёлок Ачинеры) — чабан, участник Великой Отечественной войны, Герой Социалистического Труда (1966).

## Биография
Родился в 1909 году в Элисте, Астраханская губерния. До войны трудился в животноводстве. Участвовал в Великой Отечественной войне, в октябре 1941 года был призван на фронт Элистинским ГВК, участвовал в Сталинградской битве, воевал в составе войск Сталинградского фронта под командованием маршала Тимошенко, воевал в составе войск Украинского фронта под командованием маршала Георгия Константиновича Жукова, дошёл до Берлина. Трижды был ранен. После демобилизации в 1945 году, работал старшим чабаном в племзаводе «Черноземельский» в посёлке Ачинеры Черноземельского района Астраханской области.
В Сибири женился на своей землячке Эрдниевой Анне Чучаевне. Семья Буриловых жила в селе Горьковском Шипуновского района Алтайского края. Илья Макишевич трудился в местном хозяйстве скотником.
В 1956 году семья Буриловых переехала в Арзгир, в 1959 году — в Ачинеры. С 1959 года бригада чабанов, руководимая Ильёй Буриловым, ежегодно получала не менее 109 ягнят от ста овцематок. В отдельные годы бригада получала по 122—134 ягнят от ста овцематок. В 1962 году бригада установила рекорд по настригу шерсти — 8,1 килограммов с каждой овцы.
За высокие достижения в развитии животноводства Бурилов был удостоен в 1966 году звания Героя Социалистического Труда.
Умер в 1987 году в посёлке Ачинеры. Похоронен в посёлке Ачинеры.

## Семья
- жена — Эрдниева Анна Чучаевна (1911—?).
- сын Александр — долгие годы работал механизатором в совхозе «Черноземельский», являлся передовиком производства.
- сын Борис — работал воспитателем, учителем в Яшкульской школе-интернат.
- дочь Валентина — работала воспитателем, учителем в Яшкульской школе-интернат.
- дочь Татьяна — предприниматель. Сейчас проживает со своей семьей в Подмосковье

## Память
- В Элисте на Аллее героев установлен барельеф Ильи Бурилова.
- В посёлке Ачинеры ежегодно проводится республиканский турнир по греко-римской борьбе среди школьников.

## Награды
- Герой Социалистического Труда — указом Президиума Верховного Совета СССР от 22 марта 1966 года;
- Орден Ленина (1966).